# Claude Cahun
Lucy Renée Mathilde Schwob, nota come Claude Cahun (Nantes, 25 ottobre 1894 – Saint Helier, 8 dicembre 1954), è stata un'artista, fotografa e scrittrice francese, esponente del surrealismo ed impegnata politicamente.
Di famiglia ebrea, militò nella Resistenza francese durante l'occupazione tedesca di Jersey, l'isola anglo-normanna in cui si era trasferita nel 1937 ed in cui trascorse gli ultimi anni della sua vita. Frequentò il gruppo surrealista e fu in legami di amicizia con André Breton, Meret Oppenheim, Benjamin Péret e Toyen.

## Biografia
Figlia di Victorine Mary Antoinette Courbebaisse e di Maurice Schwob, noto saggista simbolista di fine ottocento, nonché nipote di Marcel Schwob, si dedicò fin da giovane alla scrittura, alla fotografia, alla recitazione, firmando le sue opere come Claude Courlis, Daniel Douglas ed infine Claude Cahun. La madre venne internata per disturbi psichiatrici e il padre sposò la madre di Suzanne Malherbe (fotografa chiamata Marcel Moore), con la quale Cahun appena quindicenne si legò sentimentalmente per tutta la vita.
Nel 1913 per la prima volta Cahun scrisse articoli illustrati dalla stessa Suzanne, con cui collaborò per il resto della vita. Alcune opere vennero firmate con le semplici iniziali, talvolta fittizie, rendendo impossibile capire chi ne fosse realmente autrice. 
Collaborò con la rivista omosessuale Inversions e fondò con Georges Bataille e André Breton il gruppo di teoria rivoluzionaria Contre-Attaque. Insieme alla compagna si trasferì a Parigi nel 1920, dove conobbe molte artiste, quali Adrienne Monnier, Alice Toklas, Sylvia Beach e Gertrude Stein. Nel 1938 si recò sull'isola di Jersey per sfuggire all'antisemitismo, luogo che però venne occupato dai nazisti nel 1940. Fece parte dell’Association des Ecrivains et Artistes Révolutionnaires e della Fédération Internationale de l'Art Indépendant (FIARI) e con Suzanne compì resistenza surrealista distribuendo false carte e manifesti firmati “soldato senza nome”. Finite in carcere, il loro materiale venne distrutto perché considerato pornografico. L'armistizio nel 9 maggio 1945, le salva dalla pena capitale. 
Claude Cahun morì nel 1954 e Suzanne Malherbe si suicidò nel 1972.

## Percorso artistico
Nelle sue opere Cahun ha rappresentato la sua persona senza segni distintivi di femminilità o mascolinità, proponendo svariati tipi di identità per parlare del tema dell'asessualizzazione e della pluralità del soggetto. Si è espressa con ironia e curiosità per ogni tipo di linguaggio espressivo.
Attraverso la collaborazione con altre artiste, in particolare con Lise Deharme in Le Cœur de Pic, ha dimostrato come le strategie trasgressive possano mostrare affinità elettive. Tale pratica collaborativa ha costituito, nel periodo fra le due guerre mondiali, il perpetuarsi degli ideali romantici e simbolisti dello scambio e della fratellanza fra artisti.
L'opera Heroines raccoglie monologhi redatti tra il 1920 e il 1924, in cui figure femminili come Giuditta, Maria, Salomé, Saffo, Dalila, Elena, Penelope o Cenerentola vengono raccontate in modo alternativo a quanto comunemente conosciuto.

## Alcune opere
- Heroines
- Disavowals, or, Cancelled confessions
- Écrits
- Bilder
- Aveux non avenus. Illustré d'héliogravures composées par Moore, d'après les projets de l'auteur (1930)
- Les Paris sont ouverts (1934)
- Vues et visions (1919)
- L'androgino. Eroina tra le eroine